# نشان‌های ملی سپاس و یادمان
نشان‌های ملی سپاس و یادمان از نشان‌های افتخار در ایران هستند که طبق قانون و بر اساس آیین‌نامه «اعطای لوح تقدیر توسط رئیس جمهور» مصوب جلسه هیئت‌وزیران مورخ ۳۰/۸/۱۳۸۹ به تشخیص نهادها و با امضای رئیس‌جمهور به افراد واجد شرایط اعطا می‌شود.
لوح سپاس به دلیل ارائه خدمات ارزنده در مقاطع خاص یا استمرار در انجام فعالیت‌های شایسته به اشخاص اعطاء می‌شود. لوح یادمان به بستگان اشخاصی که در مسیر تحقق آرمان‌ها و حفظ ارزش‌های انقلاب اسلامی، دفاع از کشور، انجام ایثارگرانه مأموریت‌ها و ارائه خدمت داوطلبانه، جان خود را از دست داده‌اند اعطا می‌شود. اولویت بستگان برای دریافت لوح یادمان به ترتیب همسر، فرزندان و پدر و مادر تعیین می‌شود و در صورت تعدد، اولویت با افراد مسن می‌باشد. لوح‌های سپاس و یادمان، به دو درجه «زرین» و «سیمین» تقسیم می‌شوند.
تعداد افرادی که تاکنون این نشان‌ها را دریافت کرده‌اند به هزار نفر نمی‌رسد.

## دریافت کنندگان نشان ملی لوح زرین سپاس
- میثم طباطبائی، ۱۳۹۰
- حامد ثانی خانی، ۱۳۹۰
- محمد رشیدیان، ۱۳۹۰
- اسماعیل بقایی، ۱۳۹۴
- بهزاد صابری، ۱۳۹۴
- محمد امیری، ۱۳۹۴
- محمد حسن دریایی، ۱۳۹۴